# Propanoato de sodio
El propionato de sodio o propanoato de sodio es la sal sódica del ácido propanoico con la fórmula química Na(C2H5COO).
Se presenta de forma natural en determinados quesos, como los "suizos", pero también se obtiene industrialmente por reacción de ácido propanoico con bases de sodio, como el hidróxido, el carbonato o el bicarbonato.
C2H5COOH + NaOH → C2H5COONa + H2O

## Usos
Tiene aplicaciones como conservante de alimentos y se representa por el código E281 en Europa. Se utiliza principalmente para inhibir la aparición de moho en productos de panadería.
También se utiliza para prevenir la cetosis en los bovinos durante el periodo periparto.